# (84522) 2002 TC302
2002 TC302 is een Transneptunisch object dat ontdekt werd in 2002 door Michael E. Brown en zijn team. De Spitzer Space Telescope schatte zijn diameter op ongeveer 1145 km, wat het een dwergplaneet zou maken, de metingen zijn echter niet zeer exact, dus dit is verre van een zekerheid.
2002 TC302 is erg rood van kleur, wat er op zou kunnen wijzen dat er erg weinig ijs op de oppervlakte ligt.

De grootte van 2002 TC 302 in vergelijking met enkele andere Transneptunische objecten